# Myelobia atrosparsellus
Myelobia atrosparsellus là một loài bướm đêm trong họ Crambidae.